# Abrochia moza
Abrochia moza är en fjärilsart som beskrevs av Druce 1896. Abrochia moza ingår i släktet Abrochia och familjen björnspinnare. Inga underarter finns listade i Catalogue of Life.